# Scotopteryx inondula
Scotopteryx inondula är en fjärilsart som beskrevs av Karl Schawerda 1928. Scotopteryx inondula ingår i släktet backmätare, och familjen mätare. Inga underarter finns listade.